# Final Resolution (2023)
Final Resolution (2023) – gala wrestlingu organizowana przez amerykańską federację Impact Wrestling, która była transmitowana za pomocą platform Impact Plus i YouTube (dla subskrybentów IMPACT Ultimate Insiders). Odbyła się 9 grudnia 2023 w Don Kolov Arena w Mississauga w prowincji Ontario w Kanadzie. Była to dwunasta gala z cyklu Final Resolution, a zarazem ósma gala Impact Plus Monthly Specials w 2023 roku.
Na gali odbyło się dwanaście walk, w tym trzy w pre-show. W walce wieczoru, Josh Alexander i Zack Sabre Jr. pokonali The Motor City Machine Guns (Alexa Shelleya i Chrisa Sabina). W innych ważnych walkach, Moose pokonał Rhino w Street Fightcie, Speedball Mountain (Mike Bailey i Trent Seven) pokonał The Rascalz (Treya Miguela i Zachary’ego Wentza) oraz w pierwszej walce w karcie, ABC (Chris Bey i Ace Austin) pokonali Eddiego Edwardsa i Briana Myersa broniąc Impact World Tag Team Championship.
Była to ostatnia gala na żywo pod szyldem Impact Wrestling, ponieważ od stycznia 2024 roku firma będzie promować się pod odnowioną nazwą Total Nonstop Action Wrestling (TNA).

## Rwalizacje
Final Resolution oferowało walki wrestlingu z udziałem różnych zawodników na podstawie przygotowanych wcześniej scenariuszy i rywalizacji, które są realizowane podczas cotygodniowych odcinków programu Impact!. Wrestlerzy odgrywają role pozytywnych (face) lub negatywnych bohaterów (heel), którzy rywalizują pomiędzy sobą w seriach walk mających budować napięcie.

## Wyniki walk
| Nr                                                                   | Wyniki | Stypulacje                                          | Czas  |
| -------------------------------------------------------------------- | --- | --------------------------------------------------- | ----- |
| 1P                                                                   | PCO pokonał Jessie V poprzez pinfall                                                                                    | Singles match                                       | 5:25  |
| 2P                                                                   | Jack Price pokonał Aidena Prince’a poprzez pinfall                                                                      | Singles match                                       | 6:31  |
| 3P                                                                   | Frankie Kazarian pokonał Sheldona Jeana poprzez submission                                                              | Singles match                                       | 6:23  |
| 4                                                                    | ABC (Chris Bey i Ace Austin) (c) pokonali Eddiego Edwardsa i Briana Myersa poprzez pinfall                              | Tag team match o Impact World Tag Team Championship | 11:36 |
| 5                                                                    | Jody Threat pokonał Alishę Edwards (z Eddiem Edwardsem i Brianem Myersem) poprzez pinfall                               | Singles match                                       | 7:44  |
| 6                                                                    | Tommy Dreamer (c) pokonał Deanera poprzez pinfall                                                                       | Singles match o Impact Digital Media Championship   | 11:38 |
| 7                                                                    | Speedball Mountain (Mike Bailey i Trent Seven) pokonał The Rascalz (Treya Miguela i Zachary’ego Wentza) poprzez pinfall | Tag team match                                      | 15:13 |
| 8                                                                    | Jake Something pokonał Jasona Hotcha poprzez pinfall                                                                    | Singles match                                       | 6:51  |
| 9                                                                    | Rhino pokonał Moose’a przez dyskwalifikacje                                                                             | Singles match                                       | 1:57  |
| 10                                                                   | Moose pokonał Rhino poprzez pinfall                                                                                     | Street Fight                                        | 9:22  |
| 11                                                                   | Trinity i Jordynne Grace pokonały Deonnę Purrazzo i Gisele Shaw poprzez pinfall                                         | Tag team match                                      | 11:01 |
| 12                                                                   | Josh Alexander i Zack Sabre Jr. pokonali The Motor City Machine Guns (Alexa Shelleya i Chrisa Sabina) poprzez pinfall   | Tag team match                                      | 28:08 |
| (c) – mistrz/mistrzyni przed walkąP – walka miała miejsce w pre-show | |                                                     |       |